# 大谷邦夫
大谷 邦夫（おおたに くにお、1924年1月5日 - 2015年8月23日）は、日本の官僚。銀行家。日本銀行政策委員会委員、協和銀行副頭取を経て德陽シティ銀行頭取等を歴任した。宮城県仙台市出身。

## 略歴
- 1946年 - 東北帝国大学法文学部卒業。
- 1947年 - 大蔵省入省。
  - 昭和40年不況の折、戦後初めての赤字国債発行に際して、1965年10月1日、理財局国庫課国債発行準備室立ち上げにともない、国庫課長から発行準備室長に就任。竹内道雄が同局総務課長兼任で国庫課長に就いた。
  - 以降、証券局総務課長、神戸税関長、銀行局検査部長、大臣官房審議官等を歴任する。
- 1973年 - 日本銀行政策委員会委員。
- 1974年 - 中小企業金融公庫理事。
- 1977年 - 協和銀行（現：りそな銀行）入行 常務取締役。
- 1980年 - 同専務取締役。
- 1982年 - 同副頭取。
- 1990年
  - 6月 德陽相互銀行社長。
  - 8月 普銀転換、德陽シティ銀行頭取。
- 1996年 - 同相談役。
- 2015年 - 死去。